# Allapoderus armatus
Allapoderus armatus là một loài bọ cánh cứng trong họ Attelabidae. Loài này được Hustache miêu tả khoa học năm 1925.